# Asymmetric digital subscriber line
Asymmetric digital subscriber line (afgekort: ADSL, ook bekend als asymmetric digital subscriber loop) is een standaard voor een digitale technologie die snelle datacommunicatie over een telefoonlijn van koperdraad toelaat. Daar de doorvoersnelheid voor gegevens bij de ADSL-technologie tientallen malen hoger ligt dan met een conventioneel analoog modem noemen we dit ook wel een breedbandtechnologie. ADSL maakt het mogelijk een breedbandverbinding tot stand te brengen tussen twee telefoonaansluitingen via het bestaande PSTN-telefonienetwerk (POTS of ISDN). Met ADSL is de snelheid waarmee een internetgebruiker gegevens kan ontvangen (downstream) hoger dan de snelheid waarmee diezelfde gebruiker gegevens kan versturen (upstream). Deze asymmetrie is de reden van het woord asymmetric in de afkorting ADSL. Wie gegevens met dezelfde snelheid wil kunnen versturen en ontvangen moet de SDSL-technologie gebruiken.

## Geschiedenis
In België en Nederland kregen veel huishoudens aan het eind van de 20e eeuw toegang tot het internet via inbelverbindingen met een analoog modem of ISDN-modem. Bij de opkomst van de breedbandtechnologie (xDSL-technologie) werd het mogelijk met hetzelfde paar koperdraden dat voor analoge telefonie of ISDN werd gebruikt, sneller internetverkeer te realiseren. De xDSL-technologie is een succes geworden omdat die wordt gesteund door de telefonie-operatoren. Deze kunnen hiermee namelijk hun bestaande netwerk van koperkabels blijven behouden en bovendien snellere datacommunicatie aanbieden door componenten toe te voegen die de breedbandverbinding over de bestaande koperdraden tot stand kunnen brengen. 

Verdeling ADSL-bandbreedte

## Kenmerken
ADSL is in tegenstelling tot SDSL een asymmetrische DSL-variant. Dit vanwege zijn niet-symmetrische verdeling van de bandbreedte; voor upstream en downstream zijn verschillende bandbreedtes beschikbaar (bijvoorbeeld 128 kbit/s voor uploaden en 2 Mbit/s voor downloaden). De maximale upstream is 1 Mbit/s, de maximale downstream 8 Mbit/s. De afstand tot de wijkcentrale is maximaal rond de 8 km. Bij grotere afstand dan 4 km. neemt de kwaliteit van het signaal - en daarmee de snelheid van de dataverbinding (Wet van Shannon-Hartley) - snel af. Snelle varianten van ADSL zijn VDSL en ADSL2, welke een aantal verbeteringen inhouden en met bepaalde extra eigenschappen die in de toekomst benut zullen worden, zoals power saving en dynamische synchronisatieaanpassingen op basis van de signaal-ruisverhouding.
Ook reach extended ADSL zou toelaten om betere capaciteiten te behalen op grotere afstanden tussen 6 à 7 km (bv. 1 Mbit/s waar je met gewone ADSL mogelijk niet meer dan 512kbit/s kan halen).
ADSL2+ dat een maximale downstream van 24 Mbit/s kan behalen, hierbij geldt ook weer dat bij een grotere afstand van meer dan 1km tot de wijkcentrale het signaal van ADSL2(+) sterk afneemt.

## Functie
Een ADSL-verbinding biedt toegang tot een ATM- of IP-netwerk. Zoals ADSL normaal geïmplementeerd is, maakt de ADSL-modem (bij de gebruikers thuis) een verbinding via een klassiek koperpaar naar een DSLAM (in de centrale van de telecomaanbieder). Die DSLAM op zijn beurt is dan verbonden met het ATM-netwerk van de telecomaanbieder, waarbij over deze ATM-verbinding het IP-verkeer wordt getunneld, of rechtstreeks met het IP-netwerk van de telecomaanbieder. In het laatste geval spreekt men van een IPDSLAM.

## Splitter

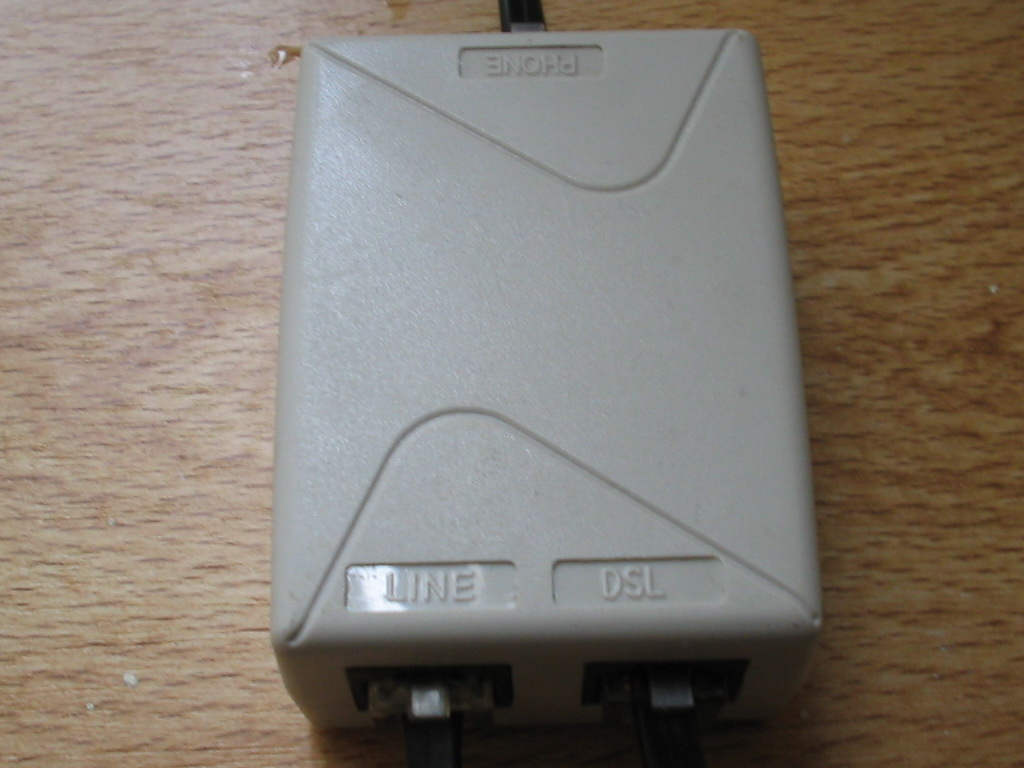
Een telefoonsplitter voor ADSL

Een reeds aanwezige telefoonlijn wordt door een splitter in twee banden gesplitst: een voor de telefoongesprekken en een voor de internetverbinding. De splitter heeft hiervoor ook twee uitgangen: een voor de bestaande telefoonaansluiting (ISDN of POTS) en een voor de ADSL-modem. Deze splitter is noodzakelijk om onderlinge interferentie tussen de ADSL-modem en de telefoontoestellen te minimaliseren.

## Modem

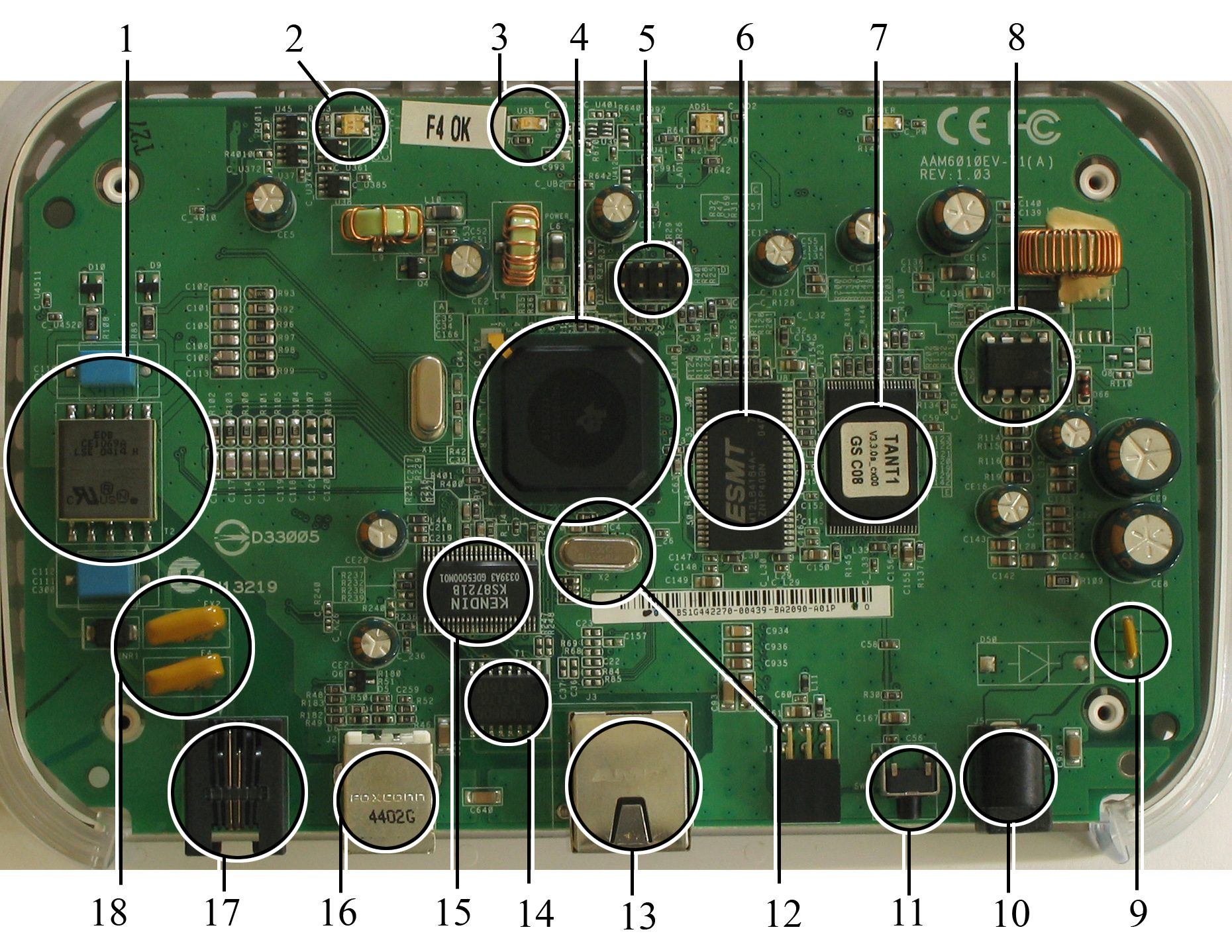
Opengemaakte ADSL-modem.
1. Telefoonontkoppelingselektronica (voor ADSL). 2. Meerkleurige led voor netwerkstatus. 3. Enkelkleurige led voor USB-status. 4. Hoofdprocessor, een TNETD7300GDU van Texas Instruments' AR7 productlijn. 5. JTAG (Joint Test Action Group) test en programmeerbare poort. 6. RAM, een enkele ESMT M12L64164A 8 MB chip. 7. Flashgeheugen met sticker. 8. Stroomregelaar. 9. Zekering voor de stroomvoorziening. 10. Stroomaansluiting. 11. Resetknop. 12. Kwartskristal. 13. Ethernetpoort. 14. Ethernettransformator, Delta LF8505. 15. KS8721B ethernet PHY zender/ontvanger. 16. USB-poort. 17. Telefoonpoort (RJ11). 18. Zekeringen voor de telefoonaansluiting.

Een ADSL-modem is een toestel (of insteekkaart voor de computer) dat de verbinding legt tussen de splitter en de computer. De belangrijkste soorten zijn de ethernet-modem, de USB-modem en de PCI-insteekkaartmodem. De gebruikte modulaties zijn anders dan bij traditionele telefoonmodems maar het digitale signaal wordt volgens dezelfde principes tot een analoog signaal gemoduleerd alvorens het op de lijn wordt gezet.
Tegenwoordig wordt vaak een toestel gebruikt dat men kortweg "Router" noemt maar dat in feite een combinatie is van volgende onderdelen:
- ADSL-modem
- Router met NAT-functionaliteit
- DHCP-server
- DNS-server

Hiermee kunnen er meerdere computers (in een thuisnetwerk) op één ADSL-aansluiting van Internet worden voorzien.

## Techniek
Een normaal analoog telefoonsignaal heeft een frequentiebereik van 300 tot 3400 Hz (bij ISDN een paar honderd hertz meer) en kan daar met een V.34-modem maximaal 33,6 kbit/s overheen sturen. Als aan de kant van de provider sprake is van een digitale modem dan wordt de ontvangstsnelheid maximaal 56 kbit/s. De kabel naar de centrale kan vaak veel hogere frequenties aan maar de demping is voor die frequenties niet gespecificeerd. Ook is de demping afhankelijk van de kwaliteit en lengte van de kabel en de aanwezigheid van andere storingsbronnen (denk aan naastliggende aderparen). Het is dus niet mogelijk van tevoren te bepalen hoe een signaal gemoduleerd moet worden om het hele bereik optimaal te benutten. ADSL verdeelt nu de frequentieband van 25,875 kHz tot 1104 kHz in vele kleine bandjes van 4,3125 kHz en bepaalt voor elk van die bandjes de kwaliteit van de overdracht. Voor de te gebruiken transmissiesnelheid worden genoeg bandjes van voldoende kwaliteit uitgekozen en apart gemoduleerd. Zo nodig wordt er tussentijds van bandje gewisseld als de omstandigheden dat vereisen. Ook kan het voorkomen dat er niet genoeg bandjes van voldoende kwaliteit beschikbaar zijn; in dat geval kan de gevraagde snelheid niet gehaald worden.
De splitter bestaat uit een relatief eenvoudig tweewegfilter dat de lage frequenties naar de analoge telefoonlijn stuurt en de hoge frequenties naar de ADSL-modem.

## Annex A, Annex B
ADSL kan volgens de Annex A- of volgens de Annex B-methode op een telefoonlijn geplaatst worden. Annex A wordt in de meeste landen toegepast op analoge telefoonlijnen. Omdat de door Annex A gebruikte bandbreedte overlapt met de bandbreedte die een ISDN-lijn gebruikt, kan op een ISDN-lijn alleen Annex B ADSL gebruikt worden. In België en Nederland wordt Annex A ADSL dan ook toegepast op analoge telefoonlijnen, en Annex B ADSL op ISDN-telefoonlijnen.
In Duitsland wordt echter alleen de Annex B variant toegepast, zowel voor ISDN als voor analoge lijnen. Dit heeft als klein nadeel dat er op een analoge lijn iets minder bandbreedte beschikbaar is voor ADSL (in feite blijft een stukje bandbreedte ongebruikt), maar heeft als groot voordeel dat slechts één uitvoering nodig is van een ADSL-modem. Dit kan leiden tot lagere productiekosten. Bovendien hoeven gebruikers die omschakelen van ISDN naar analoog, of omgekeerd, geen nieuwe hardware aan te schaffen.
Technisch gezien werkt een Annex B ADSL-modem uitstekend op een analoge lijn, alleen wordt dit in Nederland en België procedureel niet ondersteund.